# دهه ۲۹۰ (پیش از میلاد)
دهه ۲۹۰ (پیش از میلاد) ۲۹مین دهه قبل از مبدا شروع تقویم میلادی است.